# 992
Раннє Середньовіччя  •  Епоха вікінгів  •  Золота доба ісламу  •  Реконкіста

## Геополітична ситуація
Візантію очолює Василій II Болгаробійця. Малолітній Оттон III є формальним правителем Священній Римській імперії.
Королем Західного Франкського королівства став, принаймні формально, Гуго Капет.
Апеннінський півострів розділений між численними державами: північ належить Священній Римській імперії,  середню частину займає Папська область, на південь від Римської області  лежать невеликі незалежні герцогства, деякі області на півночі та на півдні належать Візантії, інші окупували сарацини. Південь Піренейського півострова займає Кордовський халіфат на чолі з Хішамом II. Північну частину півострова займають королівство Астурія і королівство Галісія та королівство Леон, де править Бермудо II.
Королівство Англія очолює Етельред Нерозумний.
У Київській Русі триває правління Володимира. У Польщі почав правити Болеслав I Хоробрий.  Перше Болгарське царство частково захоплене Візантією, в іншій частині править цар Самуїл. У Хорватії править король Степан Држислав.  Великим князем мадярів є Геза.
Аббасидський халіфат очолює аль-Кадір, в Єгипті владу утримують Фатіміди, в Середній Азії — Саманіди, починається становлення держави Газневідів. У Китаї продовжується правління династії Сун. Значними державами Індії є Пала, Пратіхара, Чола. В Японії триває період Хей'ан.

## Події
- Володимир Великий приєднав до Київської Русі землі білих хорватів.
- Перша згадка про місто Глухів Сумської області у церковній літературі.
- Польським князем став Болеслав I Хоробрий.
- Венеція підписала договір із Візантією, за яким добилася зменшення мита на свої товари в обмін на зобов'язання перевозити візантійські війська в Італію. Угода Венеції зі Священною Римською імперією гарантувала цілісність венеційських земель у складі Італійського королівства.

## Народились
- Фудзівара но Йоріміті

## Померли
- Адсо з Монтьє-ен-Дер
- Буррель II
- Марин II
- Мешко I